# Streamy Awards

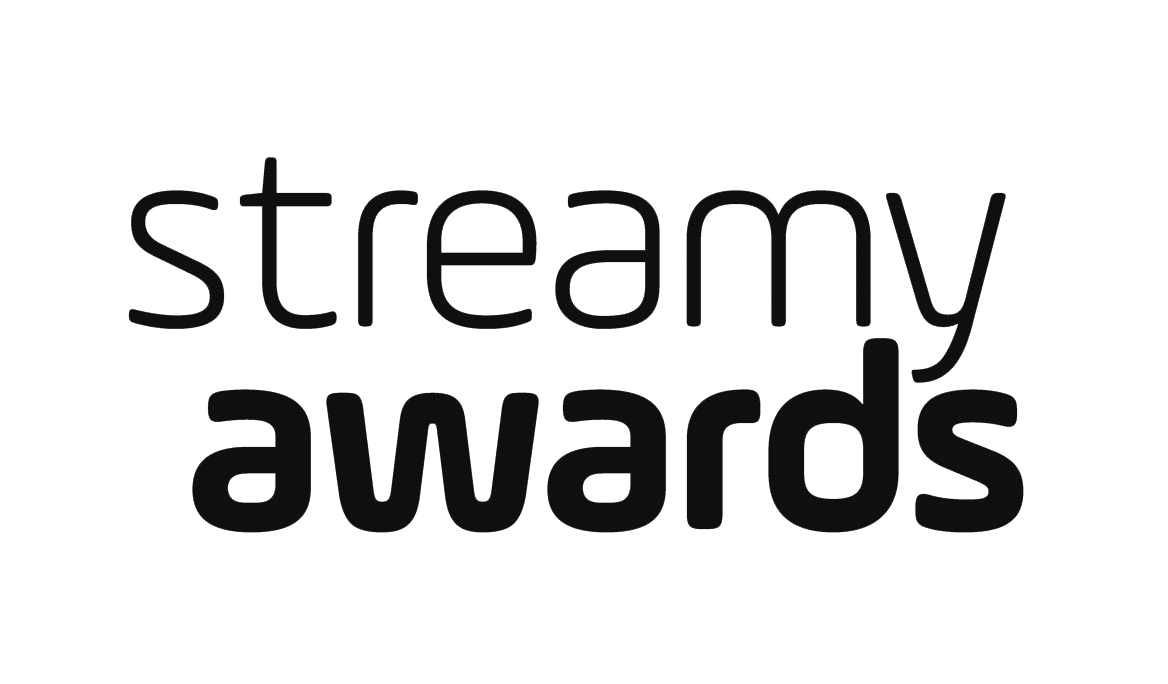
Logo der Streamy Awards

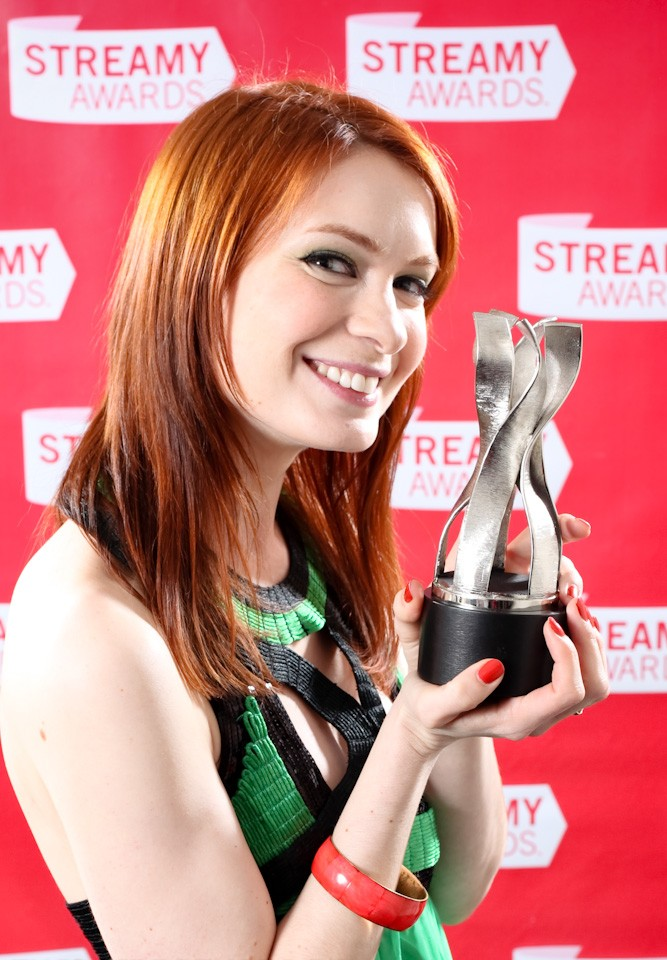
Felicia Day bei den 1st Annual Streamy Awards als Gewinnerin der Kategorie beste weibliche Schauspielerin in einer Comedy Webserie mit einem Streamy Award (2009)

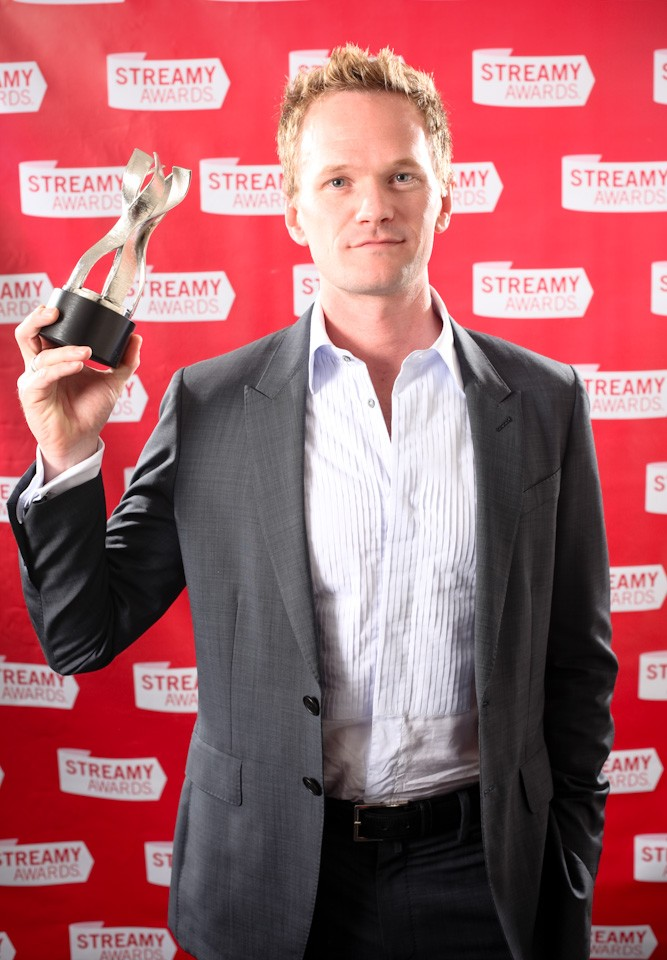
Neil Patrick Harris als Gewinner der Kategorie bester männlicher Schauspieler in einer Comedy Webserie bei den 1st Annual Streamy Awards (2009)

Die YouTube Streamy Awards, auch bekannt als Streamy Awards oder kurz Streamys, ist eine seit 2009 vergebene Auszeichnung für exzellente Programme des Internetfernsehens (Web Television). Durchgeführt werden sie von Tubefilter und Dick Clark Productions. Es werden Leistungen der Regisseure, Schauspieler, Fernsehproduzenten und Drehbuchautoren anerkannt. Die formale Auszeichnungszeremonie findet in Los Angeles oder in Beverly Hills, Kalifornien statt. Die Streamy Awards gelten als wichtigster Preis in der Social-Media-Landschaft.

## Entstehungsgeschichte
Die Streamy Awards wurden von den Produzenten Drew Baldwin, Brady Brim-DeForest und Marc Hustvedt von Tubefilter sowie Joshua Cohen und Jamison Tilsner von Tilzy.tv im Jahr 2008 ins Leben gerufen und 2009 zum ersten Mal ausgetragen.
Die Gewinner von Auszeichnungen in über 30 Kategorien, darunter der Audience Choice und Visionary Award, wurden erstmals am 28. März 2009 bei den 1. jährlichen Streamy Awards bekannt gegeben. Zu den Gewinnern der 1. Streamy Awards gehörten Einzelpreisträger wie Felicia Day und Neil Patrick Harris.
Die 2. jährlichen Streamy Awards wurden vom Schauspieler Paul Scheer moderiert und am 11. April 2010 live online aus dem Orpheum Theater gestreamt. Es kam dabei zu technischen Problemen und Unterbrechungen, da Besucher auf die Bühne kamen und die Moderation unterbrachen. Diese Show beinhaltete eine Online-Live-Streaming-Übertragung im Internet. Aufgrund des schlechten Empfangs und der schlechten Durchführung der Sendung beendete die International Academy of Web Television (IAWTV) ihre Partnerschaft mit Tubefilter und die Koproduktion der Preisverleihung und gründete eine eigene Web-TV-Preisverleihung.
Im Jahr 2011 ging Tubefilter eine Partnerschaft mit der Dick Clark Productions ein, einem etablierten Unternehmen der Unterhaltungsbranche, das unter anderem auch die American Music Awards produziert. Die 3. Streamy Awards fanden am 17. Februar 2013 im Hollywood Palladium in Los Angeles statt.
Im Jahr 2020 erwarb YouTube die Namensrechte an den Streamy Awards. Wegen der weltweiten COVID-19-Pandemie fand 2020 und 2021 keine öffentliche Veranstaltung statt. Stattdessen nutzte man für die Preisverleihung einen Partybus und tourte durch Los Angeles.

## Kategorien
Die aktuellen Preiskategorien für die Streamy Awards sind in die Haupt-Streamy Awards und die Streamys Brand Awards unterteilt.
Jedes Jahr werden bestimmte Auszeichnungen vor der Hauptzeremonie bei den Streamys Craft Awards verliehen. Die aktuellen Kategorien sind:

### Overall Awards
- Creator of the Year
- Show of the Year
- Streamer of the Year
- International
- Short Form

### Individual Awards
- Breakout Creator
- Breakout Streamer
- Collaboration
- The Elevate Prize Get Loud Award for Social Good
- Creator Product
- Crossover
- First Person
- Just Chatting
- Variety Streamer
- VTuber

### Craft Awards
- Cinematography
- Editing
- Visual and Special Effects
- Writing

### Brand Awards
- Brand of the Year
- Agency of the Year
- Brand Engagement
- Branded Series
- Branded Video
- Influencer Campaign
- Social Impact Campaign

### Subject Awards
- Animated
- Beauty
- Comedy
- Commentary
- Competitive Gamer
- Dance
- Fashion and Style
- Food
- Gamer
- Health and Wellness
- Kids and Family
- Learning and Education
- Lifestyle
- News
- Science and Engineering
- Sports
- Technology

### Show Awards
- Podcast
- Scripted Series
- Unscripted Series

### Ehemalige Kategorien
- Best Artistic Concept in a Web Series (2009)
- Best Ad Integration in a Web Series (2009)

### Spezialkategorien
Spezialkategorien werden von Komitees der International Academy of Web Television bestimmt, eher als von den gesamten Mitgliedern.
Derzeitige Spezialkategorie:
- Visionary Award

## Liste der Streamy Awards
| Ausgabe | Datum              | Veranstaltungsort   | Ort           | Moderator(en)                          | Veranstalter    |
| ------- | ------------------ | ------------------- | ------------- | -------------------------------------- | --------------- |
| 1       | 28. März 2009      | Wadsworth Theatre   | Los Angeles   |                                        | YouTube         |
| 2       | 11. April 2010     | Orpheum Theatre     | Los Angeles   | Paul Scheer                            | YouTube         |
| 3       | 17. Februar 2013   | Hollywood Palladium | Los Angeles   | Chris Hardwick                         | YouTube         |
| 4       | 7. September 2014  | The Beverly Hilton  | Beverly Hills | Grace Helbig und Hannah Hart           | YouTube         |
| 5       | 17. September 2015 | Hollywood Palladium | Los Angeles   | Grace Helbig und Tyler Oakley          | VH1 und YouTube |
| 6       | 4. Oktober 2016    | The Beverly Hilton  | Beverly Hills | King Bach                              | YouTube         |
| 7       | 26. September 2017 | The Beverly Hilton  | Beverly Hills | Jon Cozart                             | Twitter         |
| 8       | 22. Oktober 2018   | The Beverly Hilton  | Beverly Hills | The Try Guys                           | YouTube         |
| 9       | 13. Dezember 2019  | The Beverly Hilton  | Beverly Hills |                                        | YouTube         |
| 10      | 12. Dezember 2020  | Partybus            | Los Angeles   | Trixie Mattel und Katya Zamolodchikova | YouTube         |
| 11      | 11. Dezember 2021  | Partybus            | Los Angeles   | Larray und Issa Twaimz                 | YouTube         |
| 12      | 4. Dezember 2022   | The Beverly Hilton  | Beverly Hills | Airrack                                | YouTube         |
| 13      | 27. August 2023    | The Beverly Hilton  | Beverly Hills | MatPat                                 | YouTube         |